# Stephen Mallory II

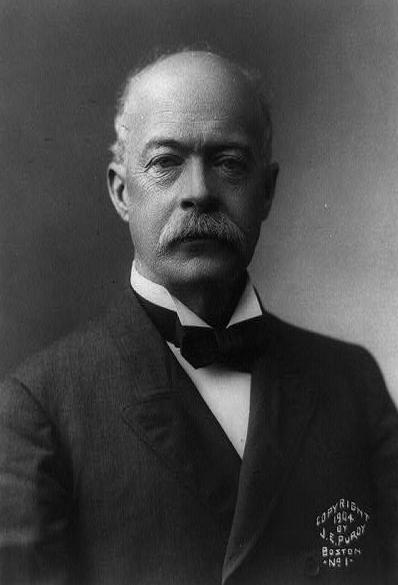
Stephen Mallory II

Stephen Russell Mallory, född 2 november 1848 i Columbia, South Carolina, död 23 december 1907 i Pensacola, Florida, var en amerikansk demokratisk politiker. Han representerade delstaten Florida i båda kamrarna av USA:s kongress, först i representanthuset 1891-1895 och sedan i senaten från 1897 fram till sin död. Han var son till Stephen Mallory som var senator för Florida 1851-1861 och Amerikas konfedererade staters marinminister 1861-1865.
Mallory tjänstgjorde i CSA:s militär under amerikanska inbördeskriget, först i armén och sedan i flottan. Han utexaminerades 1869 från Georgetown College. Han studerade juridik och inledde 1872 sin karriär som advokat i New Orleans. Han flyttade två år senare till Pensacola.
Mallory besegrade sittande kongressledamoten Robert H.M. Davidson i demokraternas primärval inför kongressvalet 1890. Han vann sedan själva kongressvalet och omvaldes 1892. Han kandiderade inte till en tredje mandatperiod i representanthuset.
Mallory efterträdde 1897 Wilkinson Call som senator för Florida. Han avled i ämbetet. Hans grav finns på Saint Michael's Cemetery i Pensacola.